# Prinzhöfte
Prinzhöfte är en kommun i Landkreis Oldenburg i Niedersachsen, Tyskland. Kommun ligger sydväst om Bremen med cirka 3-4 mil. Motorvägen A1 passerar Prinzhöfte.
Kommunen ingår i kommunalförbundet Samtgemeinde Harpstedt tillsammans med ytterligare sju kommuner.